# Феофан Прокопович
Феофан (Теофан / Елисей / Елеазар) Прокопович е украински богослов, писател, философ, преподавател и ректор на Киевската духовна академия, политически и духовен деец, епископ и проповедник в Руската православна църква.

## Биография
Елеазар Прокопович е роден на 18 юни (8 юни по стар стил) 1681 г. в семейство на дребен търговец в Киев. Имената на родителите му са неизвестни. Отрано остава сирак. Разчита основно на грижите на чичо си Феофан, който работи като ректор в Киево-Могилянската колегия (в края на 17. век). След смъртта на родителите му, чичо му го изпраща да учи в началното училище към Братския Богоявленски манастир. Благодарение на него Елеазар Прокопович успява да получи образование на добро ниво и се обучава в най-доброто за времето си украинско висше учебно заведение. Там той овладява църковнославянски (редакция на старобългарския), гръцки и латински език. През 1694 г. той напуска Киев и се насочва към западните украински земи, след това в Лвов се отрича от източното православие, за да приеме униатството. Униатството от своя страна му отваря вратите към най-големите университети в света. Елеазар учи известно време в Краков, а след това се премества в Рим, където работи във Ватиканската библиотека.
Докато учи в Рим, Елеазар има възможността да изучава философски трудове, исторически, принципи на папската църква и да се запознае с трудовете на Джордано Бруно, Томазо Кампанела, Николай Коперник и Галилео Галилей. Завършва образованието си в Лайпцик и Хале. Теофан се занимава и с теория на литературата и ораторското изкуство.
През 1702 г. се връща в украинските земи, за да приеме отново православието и да се замонаши. Приема името „Феофан“. Три години по-късно става професор в Киево-Могилянската академия, където преподава поетика, реторика, физика, математика, история и философия. Той става главен помощник на Петър Велики по отношение на духовното управление. В курсовете си по реторика и по поетика Прокопович се позовава на традициите на барока, макар че в тях ясно проличават и рационалистките тенденции на класицизма.
За Прокопович реториката е царицата на изкуствата. Социалните задачи на проповедта в неговия светоглед стоят редом до възпитателните, моралните и културно-просветните цели на обществото. Като основни естетически концепти, професорът извежда три категории: „Замисъл“; „Приемственост“; „Стил“. Всяка една от тях е от изключителна важност за осъществяването на качествено проповедническо произведение. Присъщ за него е стремежът му към максимална обективизация. Обект на реториката според курса му следва да бъдат не измислените или идеализираните събития, предмети и личности, а действителните. Това гледище се отличава съществено от тенденциите в православната и католическата проповед от XVII–XVIII в., до колкото тогава реторичното майсторство се свързва с търсенето на идеалния пример, към който да се стремят слушателите с пищен зрелищен език и с прекомерна употреба на символи и алегории. Според Прокопович плетеният език и употребата на символи и алегории са в своята същност начини да се прикрие празнословие. Той също така създава и редактира законодателни актове по църковни дела. 
През 1711 Петър I прави Прокопович игумен на Братския манастир в Киев.
1710 – 1716 е назначен за ректор на Киево-Могилянската академия.
През 1718 г. е ръкоположен за епископ на Псков и Нарва.
През 1721 г. е назначен за заместник-председател на Светия Синод.
През 1725 г. Прокопович е назначен за архиепископ на Новгород и за глава на Руската православна църква. Също така участва в организацията на Руската академия на науките. 
Умира на 19 септември 1736 г. в Санкт Петербург и е погребан в катедралата Света София в Новгород. Богатата му библиотека е пренесена в откритата Новгородска духовна семинария през 1742 г.

## Творческа дейност
Феофан Прокопович е автор на различни популярни дискусии, проповеди и диалози по разнообразни богословски въпроси. Съставя „Духовни правила“ (1721 г.), „Похвално слово за руския флот“ „Слово за властта и честта на царя“ (1718 г.), както и стихотворението „Епиникион“, което е написано на три езика – полски, руски, латински. Създадено е в чест на победата на Петър I при Полтава през 1709 г.
Автор е на учебниците: „De arte poetica libri tres“ (от 1705 г.) и „De arte rhetorica“ (1706 – 1707). Те се използват от студентите в Киево-Могилянската академия. Във втория учебник Прокопович осмива типичната както за католиците, така и за православните християни употреба на шеги в проповедта. Той смята, че са неуважителни от гледна точка на религията и че тези шеги лишават проповедите от съдържателност.
По желанието на Петър Велики написва произведенията: „Апостольська географiя“, „Коротка книга для навчання отрокiв“, „Духовний регламент“. Също така пише уводи и коментари към преводите на различни книги; както и политически и философски трактати: „Слово про власть i честь царську“, „Правда волi монаршої“, De Deo („За Бога“), De Trinitate („За троицата“), De Creatione et Providentia  („За творението и божественото провидение“).
Той пише лирична поезия („Плаче пасту – і шок у тривалу негоду“ и „Каяття запорожця“). Прокопович посвещава поезия на императрица Анна, като често превежда латинския материал на руски. Автор е на някои силабически стихотворения: "За Могилою Рябою – о Прутском походе, „Посвящение Антиоху Кантемиру“, „Єпиграммы“. Изготвя подробен коментар на произведението „Хартата за наследаване на престола“ (1722) със заглавие „Истината за волята на монарха при определяне на наследника на неговата власт“.

## Произведението „Владимир“
Трагикомедията е написана през 1705 г. и е поставено за пръв път на сцена на 3 юли същата година. По онова време е модерно да се дават дълги заглавия на творбите, за да се разкрие отчасти съдържанието на текста. Цялото име на произведението е „Владимир, княз и владетел на всички словено-руски страни“. Авторът посвещава творбата си на хетман Иван Мазепа. „Владимир“ е написан в сричков стих и е на украински език с много църковнославянизми. Тя е съставена от пет части. Първата част се нарича пролог, втората е епитаза, трета и четвърта изпълняват функцията на катастаза (изложение), а петата е развръзката. В творбата се разказва за борбата на княз Владимир с езическите свещеници, но борбата е двойна, защото трябва да се бори и със себе си. Князът е пленен от примамките на езическия живот.